# Billbergia horrida
Billbergia horrida là một loài thực vật có hoa trong họ Bromeliaceae. Loài này được Regel mô tả khoa học đầu tiên năm 1856.

## Hình ảnh

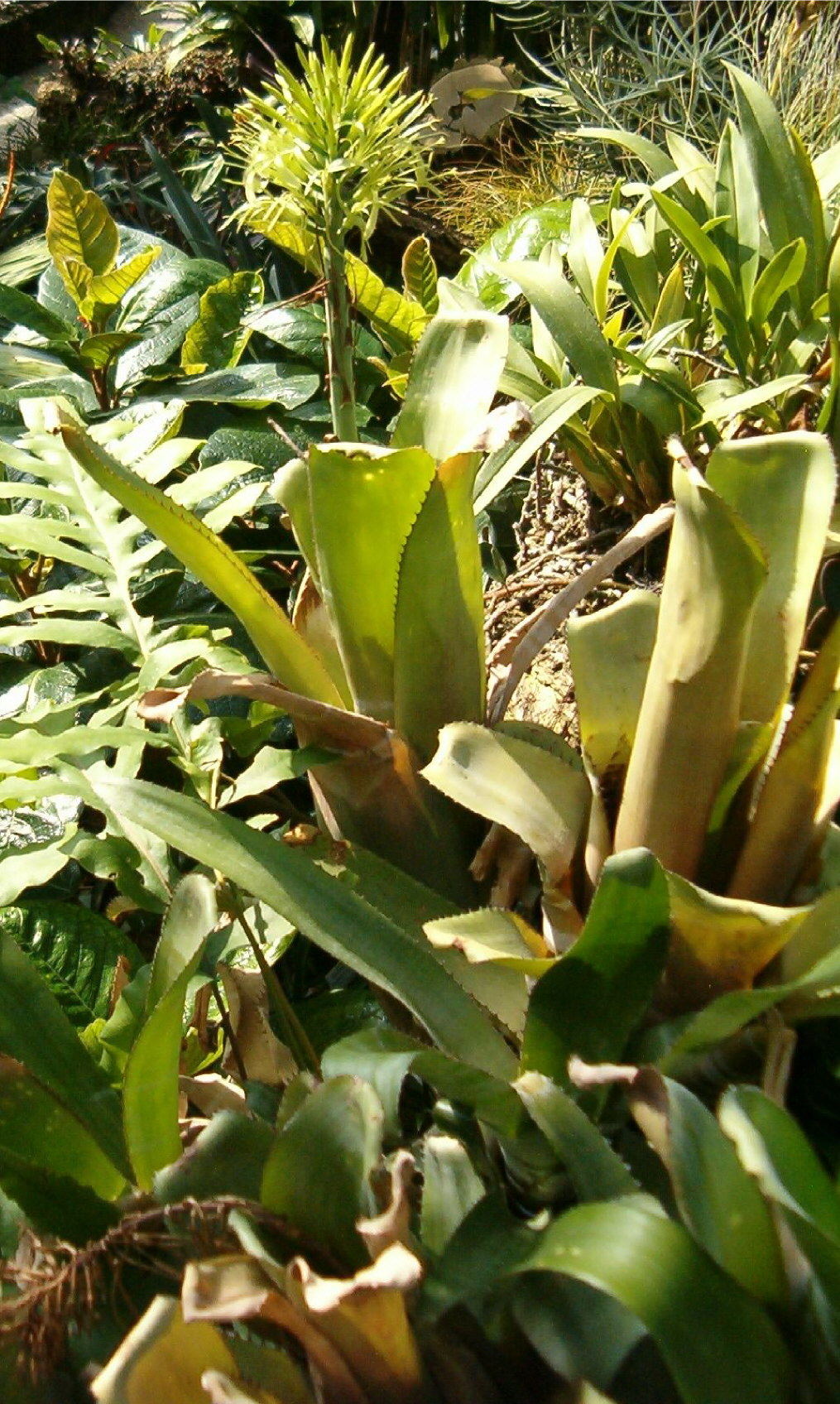
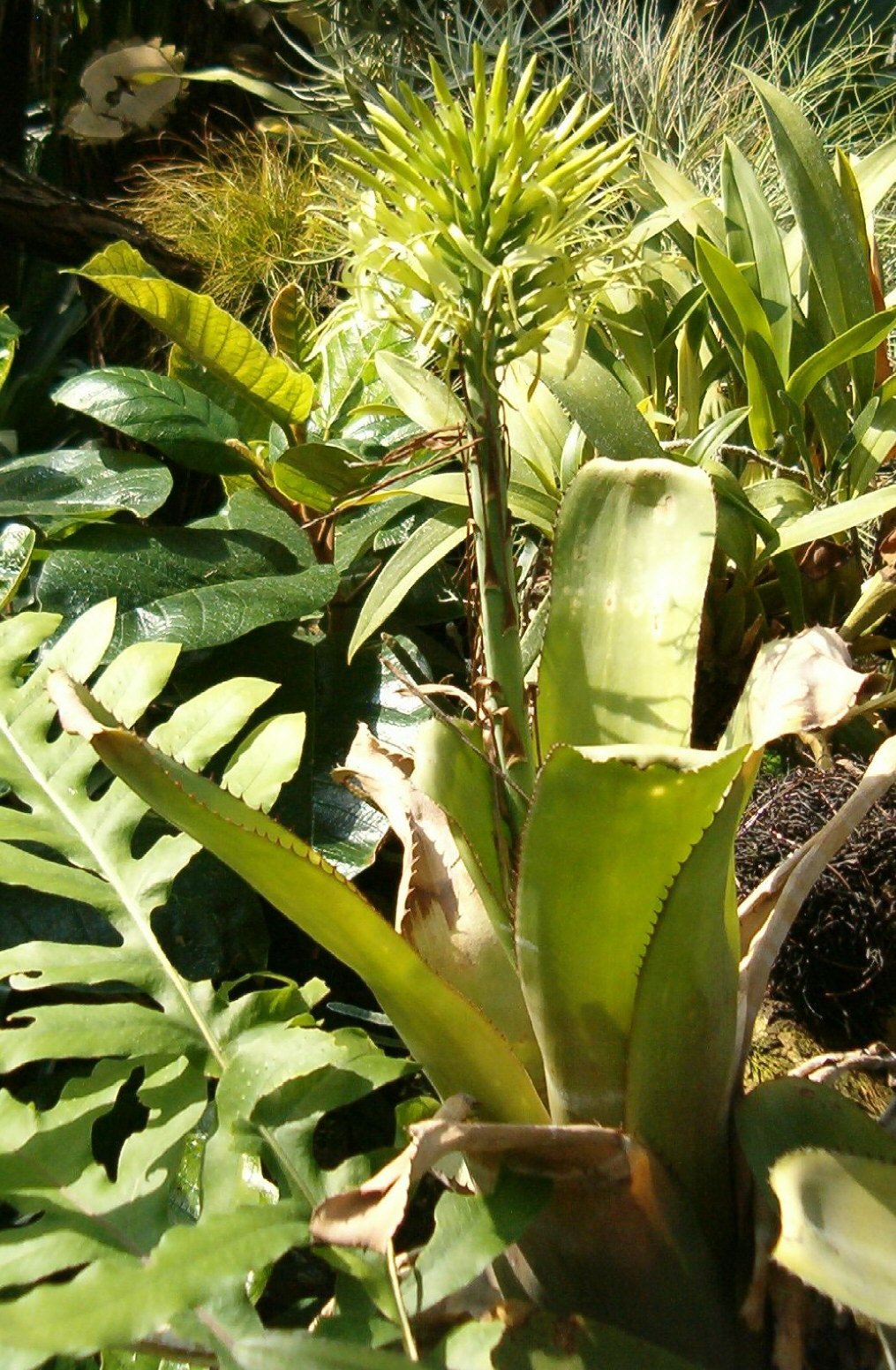